# Sarvepalli Radhakrishnan
Sarvepalli Radhakrishnan, né le 5 septembre 1888 à Thiruttani (Tamil Nadu, Inde) et mort le 17 avril 1975 à Madras (Inde), est un philosophe, professeur d’université, ambassadeur et homme d'État indien. Il a été président de l'Inde de 1962 à 1967.

## Biographie

### Jeunesse et formation
Né dans une famille brahmanes télougoue originaire de Sarvepalli, dans le district de Nellore de l'Andhra Pradesh actuel, il passe son enfance entre les villes de Thiruttani et de Tirupati. Le jeune Radhakrishnan se révélé académiquement brillant. Grâce à une bourse d’études, il se trouve à 17 ans au Madras Christian College. Il en sort en 1906 avec un diplôme de Maître en philosophie. Il y acquiert également une bonne culture biblique et connaissance de l’histoire du christianisme.  Reconnaissant pour la solide formation occidentale reçue dans des institutions chrétiennes, il reconnait également que la critique systématique de l’Hindouisme  qu’il y rencontrait le força à approfondir sa propre tradition religieuse et à y rester attaché. Sa thèse a pour titre: "The Ethics of the Vedanta and its Metaphysical Presuppositions".

### Carrière académique
Professeur de philosophie, en 1909, au Madras Presidency College, puis à l’université de Mysore (1918), puis à l’université de Calcutta (1921), Radhakrishnan se fait connaitre dans le monde académique par ses articles dénotant une remarquable intégration des traditions philosophiques occidentale (chrétienne) et orientale (hindoue). Aussi est-il choisi pour représenter l’université de Calcutta au congrès de philosophie de Harvard en 1926 et est-il invité à donner les Hibbert Lecture à Oxford en 1929.  
La même année il est nommé professeur au Harris Manchester College d’Oxford (premier Indien professeur à Oxford). Il y enseigne les religions comparées (Comparative religion) : deux ans plus tard il est anobli par le roi d’Angleterre, mais il n’utilisera plus ce titre de Sir après l’indépendance de son pays. 
Vice-chancelier de l’université d'Andhra de 1931 à 1936 il passe à l’université hindoue de Bénarès où il est vice-chancelier de 1939 à 1948.    
La grande autorité académique et morale de Radhakrishnan, qui dépasse largement les frontières du pays, fait qu’il est sollicité pour occuper des postes importants dans la vie du pays, sans être affilié à aucun parti politique ni avoir participé activement à la lutte pour l’indépendance.

### Homme d’état

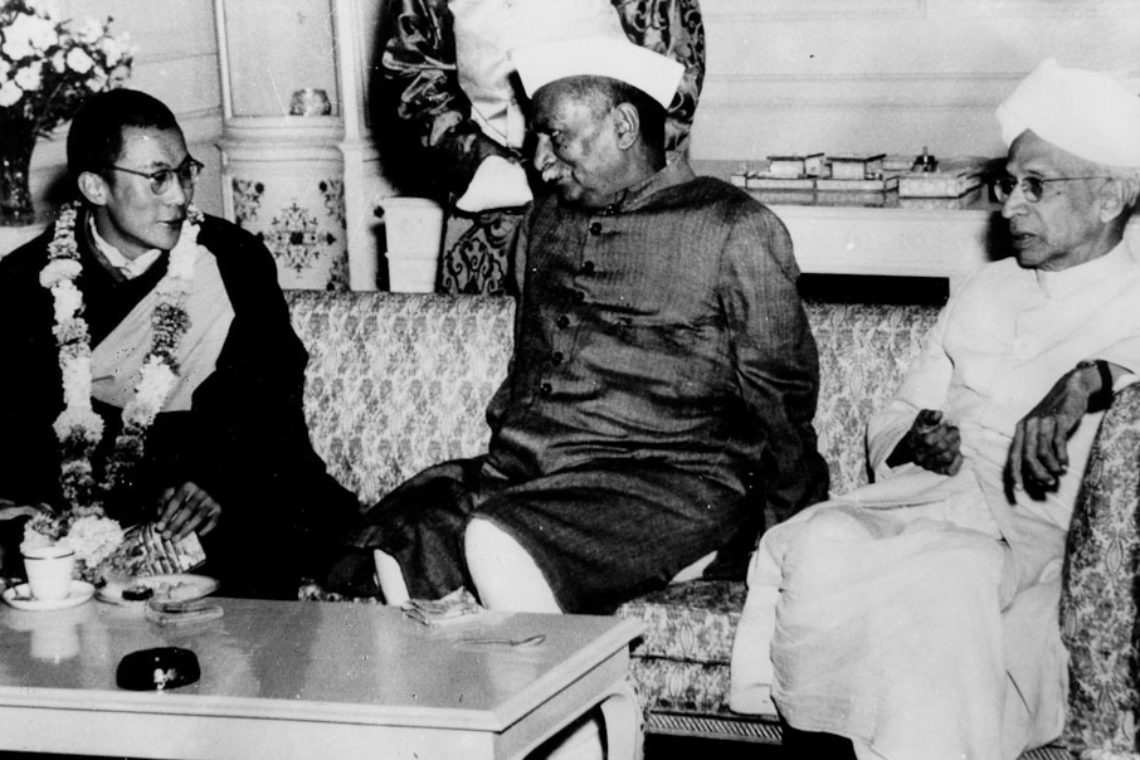
Le dalaï-lama avec le président Rajendra Prasad et le vice-président Sarvepalli Radhakrishnan, le 5 décembre 1956 au Rashtrapati Bhavan.

Radhakrishnan est le héraut de culture hindoue moderne. Il est membre de l’assemblée constituante du pays. Après l’indépendance de l’Inde (1947) Il est choisi comme premier représentant de l’Inde à l’UNESCO (1946-1949) puis est ambassadeur en Union soviétique (1949-1952). Il est choisi comme vice-président de l'Inde du 13 mai 1952 au 12 mai 1962 (avec Rajendra Prasad comme président), puis finalement élu au plus haut poste du pays, président de l'Inde, qu’il occupera  du 13 mai 1962 au 13 mai 1967.
Le 5 décembre 1956, le président Rajendra Prasad, le vice-président Radhakrishnan et Nehru reçoivent le dalaï-lama lors de sa visite en Inde

## Pensée

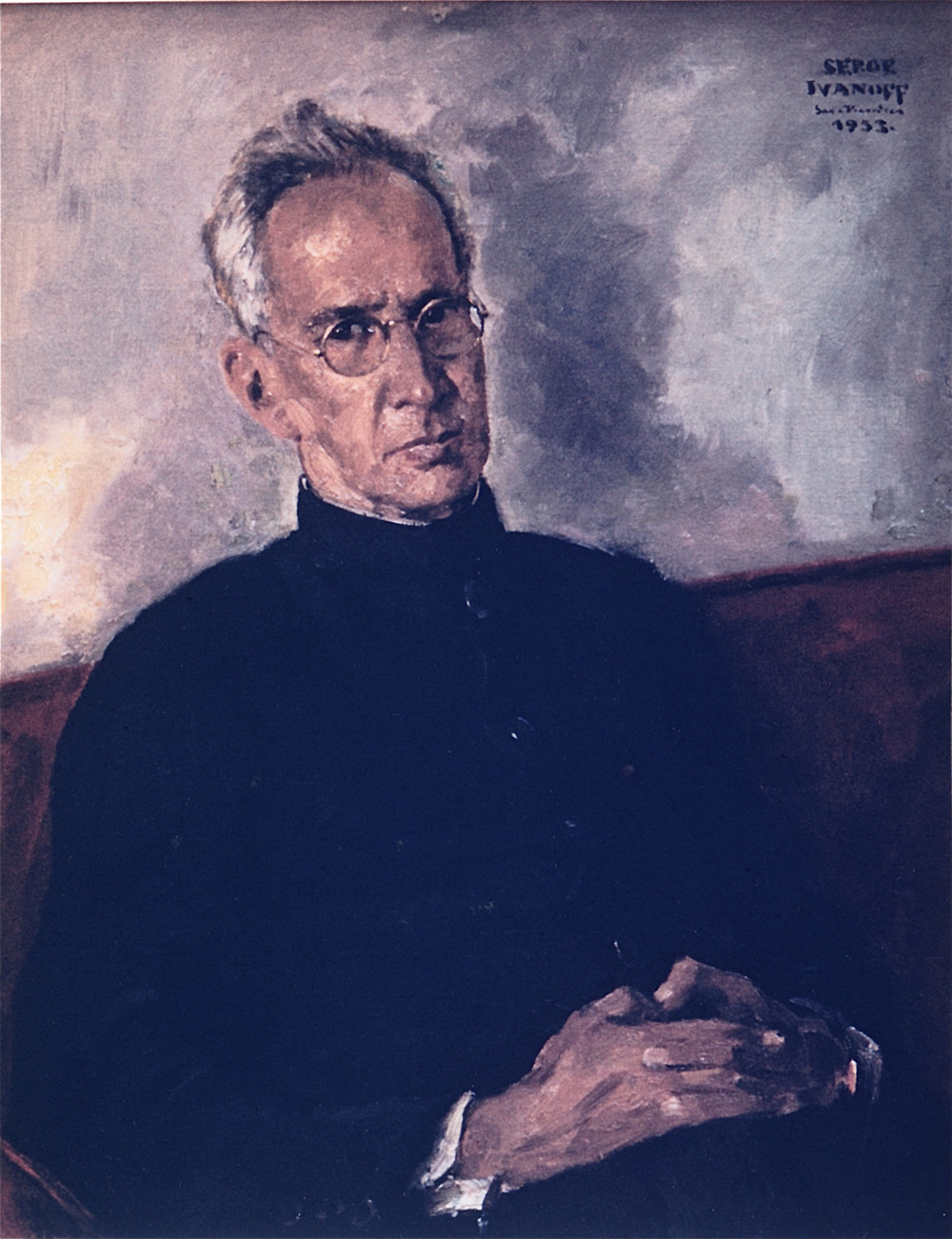
Portrait of Sarvepalli Radhakrishnan by Serge Ivanoff. 1953

Tout en étant un penseur original et indépendant Radhakrishnan est influencé par le christianisme dont il rejette cependant (parfois avec véhémence) les prétentions à être la religion ultime et unique au-delà et achevant toute autre tradition religieuse, et ses aspects dogmatiques liés à la certitude de posséder la vérité - et la vérité entière - en ce qui concerne les choses religieuses.   
Il en évite tout emprunt facile mais en accepte par contre les valeurs (que l’on appelle occidentales), l’humanisme chrétien, qui a conduit au développement des sciences et à l’efficacité technique de l’Occident. Il est le chantre de l’intégration dynamique de ces aspects pour l’émergence d’un hindouisme moderne socialement plus engagé et plus actif dans la transformation du monde (activité scientifique). Ses publications les plus significatives sont : Eastern Religion and Western Thought (1926) et L’Hindouisme et la vie (The Hindu view of Life) (1929). Lui-même, tout en revendiquant son identité hindoue se déclarait volontiers agnostique.
Il est également réputé comme historien de la philosophie indienne, représentatif du néo-védanta.

## Distinctions

### Prix
- 1975 : Prix Templeton.

### Décorations
- Bharat Ratna en 1954 : il est le premier récipiendaire de la plus haute distinction civile de l'Inde.
- Membre de l'ordre du Mérite du Commonwealth en 1963.
- Grand-croix avec collier de l'ordre de la Rose blanche

### Nominations
Radhakrishnan a été plusieurs fois nommé pour le prix Nobel de littérature, et même pour le prix Nobel de la paix.

## Œuvres
- L'Hindouisme et la vie, trad. par P. Masson-Oursel, Librairie Félix Alcan, Paris, 1929.
- The secret of Leela (Le secret de Leela)
- The Ethics of Vedanta and Its Metaphysical Presuppositions (L'éthique du Vedanta et ses présupposés métaphysiques),(1908)
- Essentials of Psychology (1912)
- The Philosophy of Rabindranath Tagore (La philosophie de Rabindranath Tagore), (1918)

(1918) 
- The Reign of Religion in Contemporary Philosophy (Le règne de la religion dans la philosophie contemporaine),

(1920) 
- Indian Philosophy - Volume I (1923)
- The Philosophy of the Upanishads (La philosophie des Upanishads), (1924)

(1924) 
- The Hindu View of Life (1926)
- Eastern Religion and Western Though, Allen and Unwin, Londres, 1926. (Rééd. 1960)
- Indian Philosophy - Volume II (1927)
- The Religion We Need (1928)
- Kalki or the Future of Civilization (Kalki ou l'avenir de la civilisation),

(1929) 
- An Idealist View of Life (Une conception idéaliste de la vie),(Hibbert Lectures), (1932)
- East and West in Religion (1933)
- The Heart of Hindustan (1936)
- Freedom and Culture (1936)
- Contemporary Indian Philosophy (1936)
- Religion in Transition (1937)
- Gautama, the Buddha (British Academy Lectures) (1938)
- Eastern Religions and Western Thought (Les religions orientales et la pensée occidentale), ((1939)
- Mahatma Gandhi: Essays and Reflections on his Life and Work (1939)
- India and China (1944)
- Education, Politics and War (A collection of addresses) (1944)
- Is this Peace? (1945)
- Religion and Society (Kamala Lectures) (1947)
- The Bhagavadgita (1948)
- Great Indians (1949)
- The Dhammapada (1950)
- An Anthology Of Radhakrishna Writings (1952)
- The Religion of the Spirit and World's Need: Fragments of a Confession * 1952)
- History of Philosophy in Eastern and Western (2 Vols.) (1952)
- The Principal upaniShads (1953)
- East and West: Some Reflections: First series in Bently Memorial Lectures (1955)
- Recovery of Faith (1956)
- Occasional Speeches and Writings - Vol I (1956), Vol II (1957)
- A Source Book in Indian Philosophy (1957)
- The Brahma Sutra: The Philosophy of Spiritual Life (1960)
- The Concept of Man (1960)
- Fellowship of Faiths: Opening address to the Center for the Study of World Religions, Harvard (1961)
- Occasional Speeches [July 1959 - May 1962] (1963)
- President Radhakrishna's Speeches and Writings 1962-1964 (1965)
- On Nehru (1965)
- Religion in a Changing World (1967)
- President Radhakrishna's Speeches and Writings 1964-1967 (1969)
- Radhakrishna Reader: An Anthology (1969)
- The Creative Life (1975)
- Living with a Purpose (1977)
- True Knowledge (1978)
- Indian Religions (1979)
- Towards a New World (1980)